# Ford 1937
Ford 1937 – umowne oznaczenie rodziny samochodów osobowych produkowanych pod amerykańską marką Ford w latach 1937–1940. Zgodnie z amerykańską modą, przechodziły coroczne liftingi, w ramach czterech lat modelowych. Napędzane były silnikami V8. Oznaczano je fabrycznie w kolejnych latach w zależności od silnika jako modele: 74/78, 81A/82A, 91A/922A i 01A/02A. 

## Historia

### 1937 rok

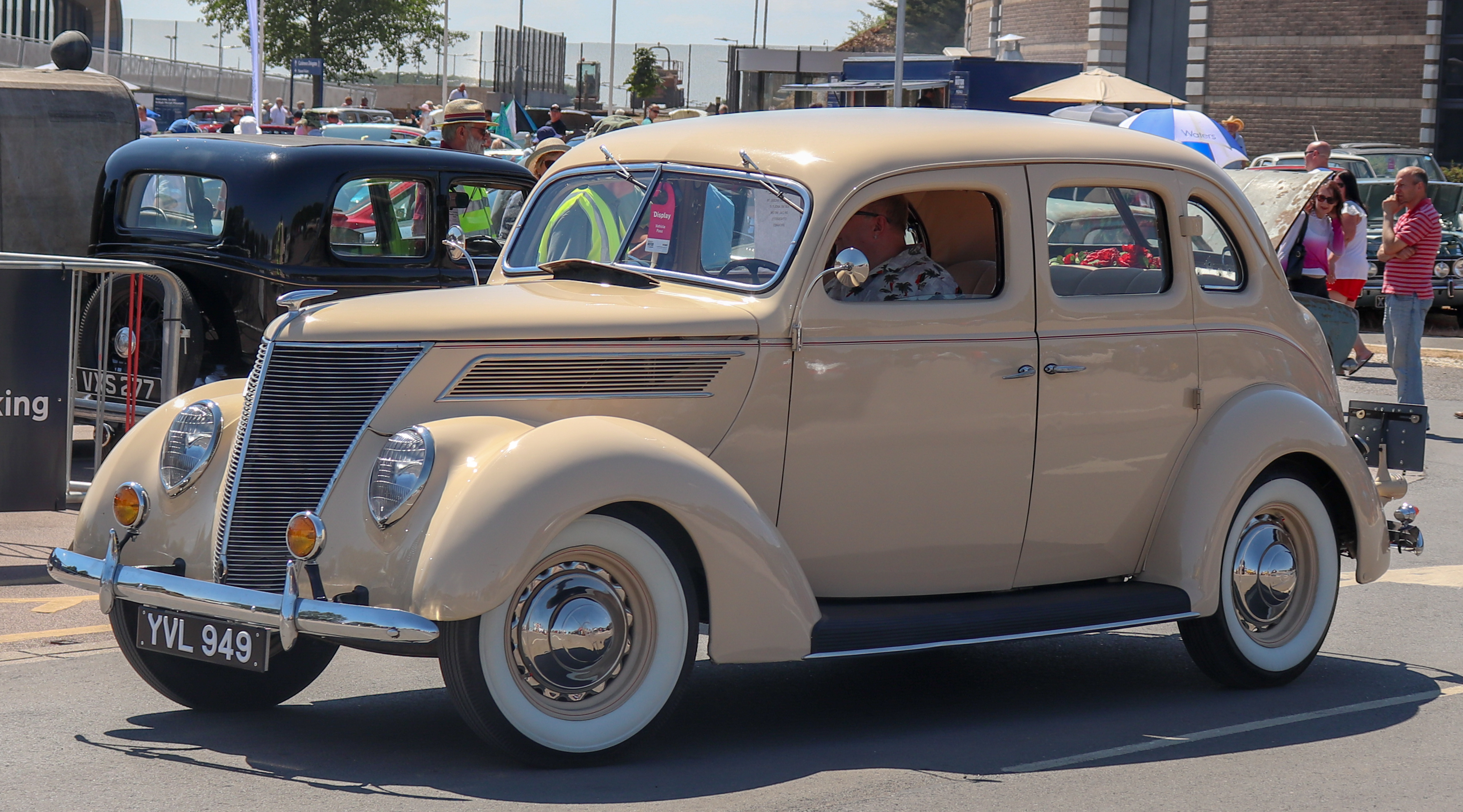
Ford Touring Sedan 4-d z 1937

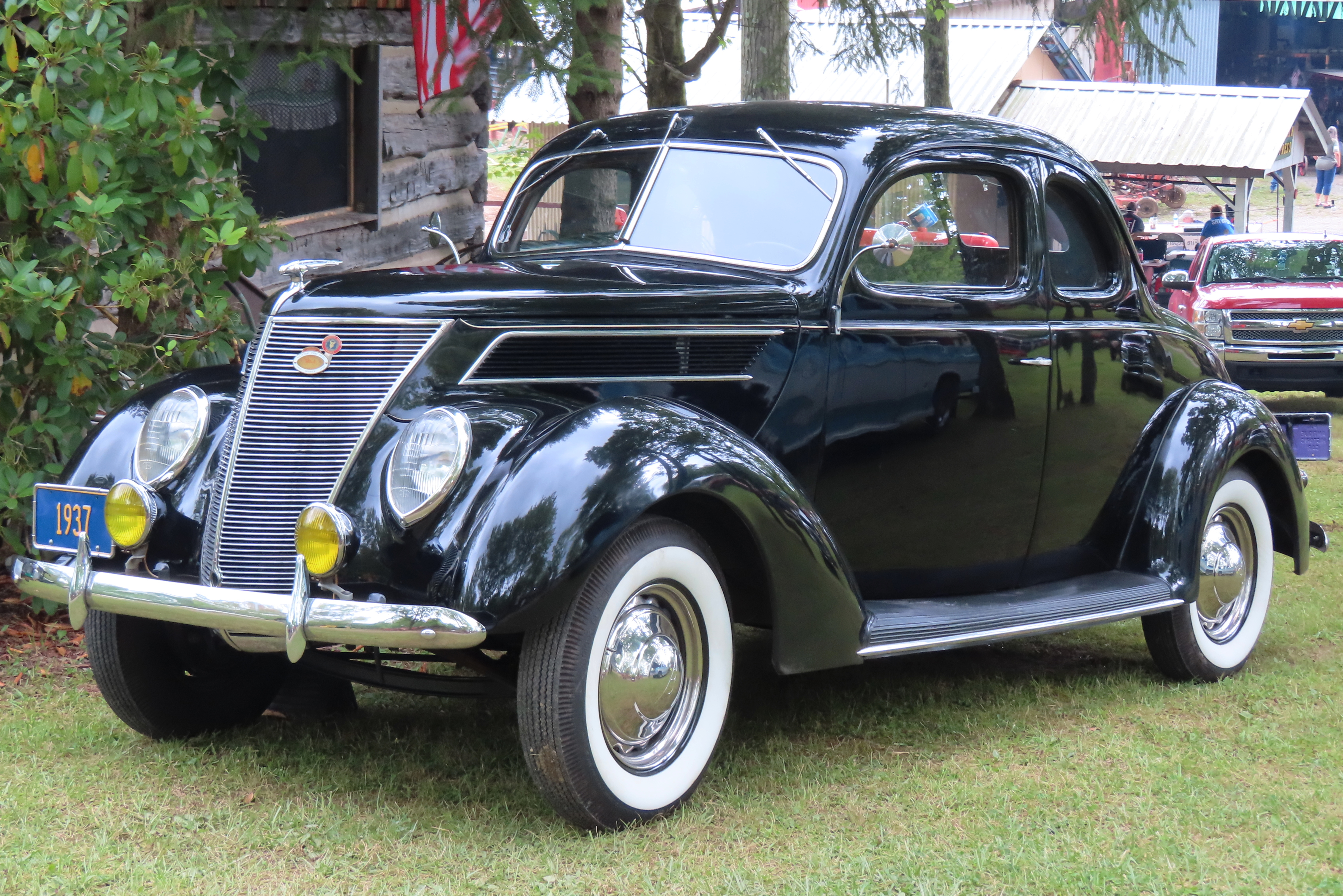
Ford De Luxe coupe z 1937

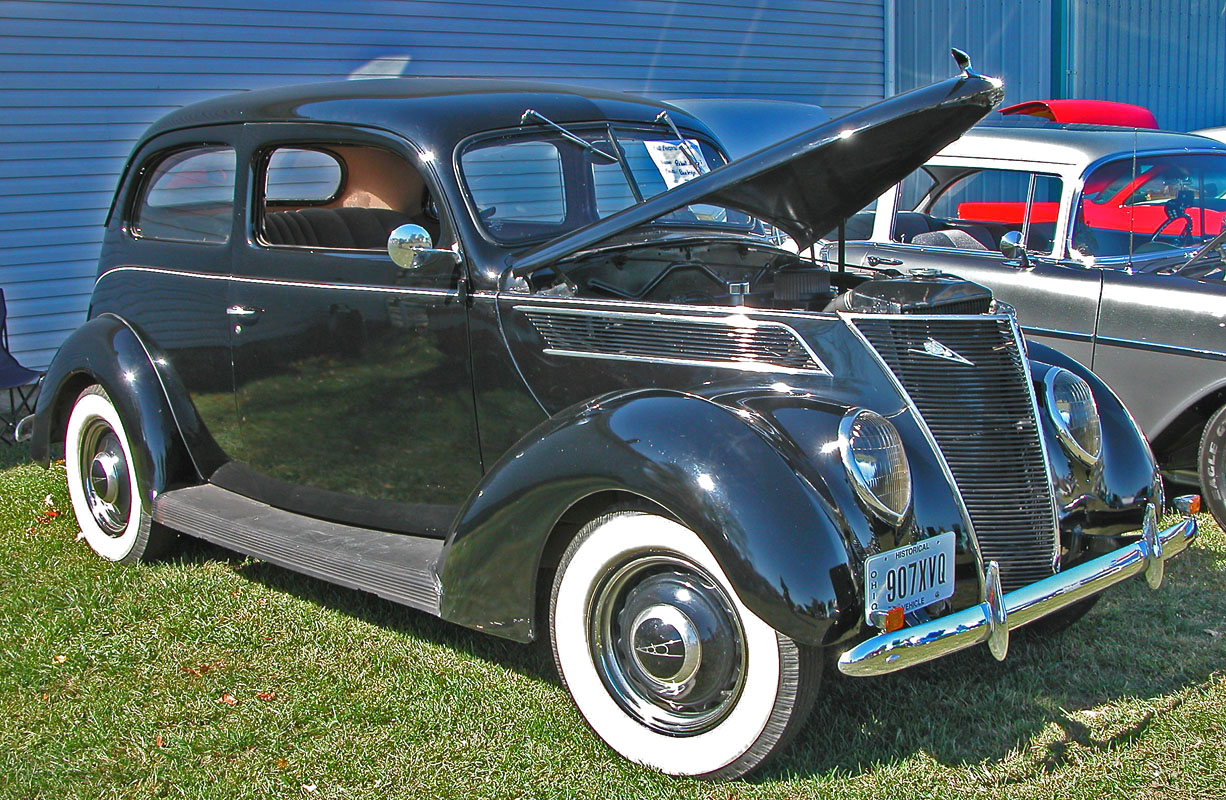
Ford sedan 2-d z 1937 z otwartą maską

Nowy samochód Forda został wprowadzony na rynek w listopadzie 1936 roku na 1937 rok modelowy. Zachował typową dla samochodów przedwojennych wąską maskę silnika z wysoką atrapą chłodnicy i odstające błotniki, lecz miał bardziej opływowe, nowocześniej stylizowane nadwozie od poprzednika. Przede wszystkim wprowadzono będące nowością reflektory zintegrowane z błotnikami przednimi, umieszczone w lekko wystających owiewkach w miejscu obniżonego połączenia błotników z maską. Maska silnika otwierała się w nowoczesny sposób na zawiasach do tyłu. Nadwozie osadzone nadal na ramie było całkowicie stalowe, łącznie z dachem, bardziej sztywne, spawane w całości, a szyby byłe ze szkła bezpiecznego. Szyba przednia była dwudzielna, lekko pochylona, tworząca szerokie „V” w widoku z góry, a przy tym w sedanach i coupe była otwierana. Czterodrzwiowe sedany miały przednie drzwi otwierane do przodu, a tylne do tyłu. Bagażnik był otwierany od zewnątrz i mieścił koło zapasowe poziomo na podłodze. Wyposażeniem dodatkowym były m.in. osłony zakrywające tylne koła, po raz pierwszy wprowadzone przez Forda.
Produkowano dwa modele samochodu: podstawowy, oznaczony po prostu Ford, oraz lepiej wykończony, oznaczony jako Ford De Luxe (zapisywany w materiałach marketingowych jako: De Luxe Ford). De Luxe odróżniały się m.in. chromowaną atrapą chłodnicy i obramowaniem okien, listwą ze stali nierdzewnej wzdłuż stopni bocznych i dwoma osłonami przeciwsłonecznymi. Z nadwoziami zamkniętymi produkowano odmiany:
- dwudrzwiowy sedan (Tudor Sedan),
- czterodrzwiowy sedan (Fordor Sedan),
- dwudrzwiowy lub czterodrzwiowy sedan z powiększonym wystającym bagażnikiem (Tudor/Fordor Touring Sedan),
- dwudrzwiowe coupe trzyosobowe (Coupe Five Windows) lub pięcioosobowe (Club Coupe)[3].

Produkowano też odmiany otwarte tylko w wersji De Luxe:
- dwudrzwiowy trzymiejscowy kabriolet (Convertible Cabriolet),
- dwudrzwiowy pięciomiejscowy kabriolet (Club Cabriolet),
- dwudrzwiowy roadster z rozkładanym dachem (Roadster),
- czterodrzwiowy kabriolet (Convertible Sedan),
- czterodrzwiowy tourer (określany jako faeton – Phaeton)[3].

Trzyosobowe coupe miało za siedzeniami przestrzeń bagażową i było polecane z tej racji dla przedstawicieli handlowych lub kobiet, a Club Coupe mieściło trzy osoby na przedniej kanapie i dwie z tyłu. W wersjach trzymiejscowych przednia kanapa miała odchylane obie części oparcia, a koło zapasowe było za siedzeniem kierowcy. Kabriolety miały opuszczane szyby razem z ramkami, a czterodrzwiowy kabriolet miał między nimi demontowane słupki B. Trzymiejscowy kabriolet i roadster posiadały także rozkładane dodatkowe siedzenie w bagażniku, a roadster i faeton były wyposażone w szklane deflektory po bokach szyby przedniej. Produkowano osobno znajdujący się poza linią samochodów osobowych model kombi Station Wagon, z ozdobnym ośmiomiejscowym pięciodrzwiowym drewniano-metalowym nadwoziem.
Do napędu samochodu, oprócz ulepszonego silnika V8 o pojemności 221 in³ (3,6 l) i mocy brutto 85 KM, wprowadzono nowy silnik V8 o pojemności 136 in³ (2,2 l) i mocy 60 KM. Słabszy silnik był reklamowany jako bardziej ekonomiczny i dostępny był jako opcjonalny w coupe i sedanach wersji podstawowej. Wersja z silnikiem 85 KM miała oznaczenie fabryczne Model 78, a z silnikiem 60 KM Model 74.
Ceny samochodów wynosiły od 529 dolarów za coupe 60 KM przez 611 dolarów za Tudor Sedan 85 KM i 759 dolarów za De Luxe Fordor Touring Sedan do 859 dolarów za czterodrzwiowy kabriolet De Luxe. Słabszy silnik okazał się dość popularny, znajdując ponad 300 tysięcy nabywców samochodów. Ogółem w roku modelowym wyprodukowano 848 608 sztuk.

### 1938 rok
W 1938 roku modelowym przeprowadzono znaczny lifting obu modeli, które teraz odróżniały się od siebie pasem przednim i profilem nadwozia w tylnej części. Podstawowy model, określany w tym roku jako Standard Ford, otrzymał nieco wydłużoną maskę silnika z błotnikami, a poziome listwy atrapy chłodnicy rozciągały się na boki maski. De Luxe Ford otrzymał natomiast powiększone nadwozie oraz nowy nos maski, tworzący „dziób”, rozcinający na dwie części atrapę chłodnicy, wypełnioną przez cienkie poziome listewki w kolorze nadwozia. Po bokach przodu maski były stylizowane znaczki „V8”, z literą V tworzącą poziomą strzałę. Nadwozie fastback sedan z pękatym tyłem oferowało więcej miejsca dla pasażerów. Z kolei  sedan serii Standard miał już tylko nadwozie z lekko wystającym bagażnikiem (notchback). Trzyosobowy kabriolet De Luxe otrzymał oznaczenie Convertible Coupe, a pięciomiejscowy: Convertible Club Coupe.
Oba modele były nadal oparte na tym samym podwoziu o rozstawie osi 2845 mm (112 cali). De Luxe był oferowany tylko z silnikiem 85 KM, a standardowy Ford z obiema opcjami. Wersja z silnikiem 85 KM miała oznaczenie fabryczne Model 81A, a z silnikiem 60 KM Model 82A. Produkcję rozpoczęto w listopadzie 1937 roku i wyprodukowano 410 048 samochodów roku modelowego.

### 1939 rok
W 1939 roku modelowym ponownie przeprowadzono znaczny lifting obu modeli, na wzór luksusowego modelu Lincoln Zephyr tego samego koncernu. Podstawowy Ford otrzymał atrapę chłodnicy w stylu ubiegłorocznej wersji De Luxe, z poziomych listew w kolorze nadwozia, podzieloną na dwie części przez „dziób” maski, zachowując reflektory w owiewkach na przejściu błotników w maskę. Od ubiegłorocznego modelu De Luxe odróżniały go wizualnie przede wszystkim trzy chromowane poziome paski na atrapie oraz napisy „Ford” po bokach maski za atrapą, umieszczone w zagięciu ozdobnej listwy, ciągnącej się do tyłu nadwozia. W wersji De Luxe zaś przednie błotniki stały się pękate, a reflektory zostały umieszczone bezpośrednio w błotnikach, wpisując się kloszami w ich krzywiznę. Zmieniono całkowicie wzór atrapy chłodnicy na pionowe wąskie listwy przypominające fiszbiny, nadto atrapa nie rozciągała się obecnie na całą wysokość przodu samochodu, gdyż zamiast jej górnej części był zaokrąglony nos maski. Ozdoby stanowiła listwa boczna na całą długość oraz druga krótsza pod nią, tylko po bokach maski.
Koło zapasowe w bagażniku było teraz umieszczone pionowo wzdłuż przedniej ścianki. Ulepszono amortyzację zawieszenia i wprowadzono hamulce hydrauliczne. Wersja z silnikiem 85 KM miała oznaczenie fabryczne Model 91A, a z silnikiem 60 KM Model 922A. 

### 1940 rok
W 1940 roku modelowym ponownie podstawowy Ford przejął stylistykę ubiegłorocznej wersji De Luxe, z pękatymi błotnikami, powiększonym nadwoziem i atrapą chłodnicy z pionowych listew w kolorze nadwozia, zajmującą tylko dolną połowę pasa przedniego poniżej nosa maski. Od zeszłorocznego De Luxe różnił się między innymi ozdobami w postaci pojedynczej listwy bocznej na całą długość. Model De Luxe zaś zachował dotychczasową stylistykę, lecz styl atrapy chłodnicy zmieniono na drobne poziome chromowane listwy. Po bokach chromowanej centralnej atrapy były dwie boczne żaluzje na przejściu między maską a błotnikami. Autorem stylistyki był Eugene Gregorie. Oba modele 1940 roku odróżniały się od zeszłorocznych przez nowe wymagane przepisami nierozbieralne reflektory (Sealed Beam Headlights), umieszczone w grubszych oprawach z uwagi na mniejszą średnicę. W górnej części opraw znajdowały się prostokątne światła parkingowe, przy czym w modelu De Luxe oprawy były chromowane, a w standardowym lakierowane na kolor nadwozia.
Ze zmian mechanicznych, przeniesiono dźwignię zmiany biegów z podłogi na kierownicę (Ford nazwał to Finger-Tip Gearshift), co zwiększyło wygodę pasażerów w pierwszym rzędzie. Z nadwozi otwartych pozostał tylko pięciomiejscowy kabriolet De Luxe Convertible Club Coupe, który miał dach podnoszony pneumatycznie. Podstawowymi nadwoziami pozostały dwu- i czterodrzwiowy sedan. Obok trzymiejscowego Coupe, charakteryzującego się bagażnikiem i miejscem na bagaże za przednimi siedzeniami, wprowadzono Business Coupe z dwoma dodatkowymi rozkładanymi siedzeniami z tyłu.
Samochody 1940 rocznika produkowano od października 1939 roku. Ceny wynosiły od 619 dolarów za coupe z silnikiem 60 KM przez 701 dolarów za dwudrzwiowy sedan z silnikiem 85 KM lub 765 dolarów w wersji De Luxe, do 950 dolarów za kombi De Luxe. W ostatnim roku modelowym tej rodziny Fordów powstało ich w USA 599 175 sztuk. Ponad 320 tysięcy stanowiły najpopularniejsze dwudrzwiowe sedany. Wersja z silnikiem 85 KM miała oznaczenie fabryczne Model 01A, a z silnikiem 60 KM Model 02A. 